# Championnat d'Équateur de football 1984
Navigation
Saison précédente Saison suivante
La saison 1984 du Championnat d'Équateur de football est la vingt-sixième édition du championnat de première division en Équateur.
Quatorze équipes prennent part à la Série A, la première division, répartie en deux poules de sept où elles affrontent leurs adversaires quatre fois, à domicile et à l'extérieur, lors de deux phases. À l'issue de chacune des deux phases, les deux premiers obtiennent leur billet pour la poule pour le titre, la Liguilla, qui se dispute avec les huit meilleures équipes tandis que le dernier de chaque poule doit disputer la poule de relégation. Pour permettre le passage du championnat à 16 clubs, seul le dernier de la poule de relégation rejoint la Série B et est remplacé par les trois meilleurs clubs de cette division.
C'est le Club Deportivo El Nacional, double tenant du titre qui remporte la compétition après avoir terminé en tête de la Liguilla, avec deux points d'avance sur Club 9 de Octubre et trois sur LDU Quito. C'est le 8e titre de champion d'Équateur de l'histoire du club.

## Les clubs participants
| - LDU Portoviejo - Deportivo Quevedo - Manta Sport Club - Barcelona Sporting Club - Deportivo Quito - CDU Católica del Ecuador - Club Sport Emelec | - Club Deportivo El Nacional - Club Deportivo Técnico Universitario - Sociedad Deportiva Aucas - América de Quito - Club 9 de Octubre - LDU Quito - Club Deportivo Filanbanco - Promu de Série B |

## Compétition

### Première phase

#### Groupe A
| Rang | Équipe                   | Pts | J  | G  | N | P | Bp | Bc | Diff |
| ---- | ------------------------ | --- | -- | -- | - | - | -- | -- | ---- |
| 1    | Barcelona Sporting Club  | 23  | 14 | 10 | 3 | 1 | 27 | 8  | +19  |
| 2    | CDT Universitario        | 18  | 14 | 8  | 2 | 4 | 22 | 15 | +7   |
| 3    | Club Sport Emelec        | 15  | 14 | 5  | 5 | 4 | 19 | 14 | +5   |
| 4    | Deportivo Quito          | 15  | 14 | 6  | 3 | 5 | 20 | 16 | +4   |
| 5    | LDU Quito                | 11  | 14 | 3  | 5 | 6 | 15 | 16 | -1   |
| 6    | LDU Portoviejo           | 11  | 14 | 2  | 7 | 5 | 15 | 22 | -7   |
| 7    | Sociedad Deportiva Aucas | 7   | 14 | 1  | 5 | 8 | 14 | 36 | -22  |

|  | Qualification pour la Liguilla         |
|  | Participation à la poule de relégation |

#### Groupe B
| Rang | Équipe                       | Pts | J  | G | N | P | Bp | Bc | Diff |
| ---- | ---------------------------- | --- | -- | - | - | - | -- | -- | ---- |
| 1    | Club Deportivo El Nacional T | 22  | 14 | 9 | 4 | 1 | 30 | 14 | +16  |
| 2    | Club Deportivo Filanbanco P  | 15  | 14 | 5 | 5 | 4 | 21 | 15 | +6   |
| 3    | CDU Católica del Ecuador     | 15  | 14 | 5 | 5 | 4 | 16 | 13 | +3   |
| 4    | Club 9 de Octubre            | 14  | 14 | 5 | 4 | 5 | 23 | 26 | -3   |
| 5    | América de Quito             | 11  | 14 | 4 | 3 | 7 | 13 | 17 | -4   |
| 6    | Manta Sport Club             | 10  | 14 | 4 | 2 | 8 | 18 | 24 | -6   |
| 7    | Deportivo Quevedo            | 9   | 14 | 3 | 3 | 8 | 9  | 26 | -17  |

|  | Qualification pour la Liguilla           |
|  | Participation à la poule de relégation   |
|  | T : Tenant du titre P : Promu de Série B |

### Seconde phase

#### Groupe A
| Rang | Équipe                   | Pts | J  | G | N | P | Bp | Bc | Diff |
| ---- | ------------------------ | --- | -- | - | - | - | -- | -- | ---- |
| 1    | Club 9 de Octubre        | 17  | 14 | 7 | 3 | 4 | 29 | 19 | +10  |
| 2    | LDU Quito                | 15  | 14 | 6 | 3 | 5 | 24 | 16 | +8   |
| 3    | LDU Portoviejo           | 13  | 14 | 6 | 1 | 7 | 20 | 21 | -1   |
| 4    | Club Sport Emelec        | 12  | 14 | 4 | 4 | 6 | 18 | 22 | -4   |
| 5    | América de Quito         | 12  | 14 | 5 | 2 | 7 | 16 | 20 | -4   |
| 6    | Deportivo Quevedo        | 12  | 14 | 5 | 2 | 7 | 15 | 20 | -5   |
| 7    | Sociedad Deportiva Aucas | 11  | 14 | 4 | 3 | 7 | 23 | 33 | -10  |

|  | Qualification pour la Liguilla         |
|  | Participation à la poule de relégation |

#### Groupe B
| Rang | Équipe                       | Pts | J  | G | N | P | Bp | Bc | Diff |
| ---- | ---------------------------- | --- | -- | - | - | - | -- | -- | ---- |
| 1    | Club Deportivo El Nacional T | 21  | 14 | 8 | 5 | 1 | 23 | 11 | +12  |
| 2    | Barcelona Sporting Club      | 18  | 14 | 6 | 6 | 2 | 19 | 12 | +7   |
| 3    | Deportivo Quito              | 15  | 14 | 4 | 7 | 3 | 21 | 17 | +4   |
| 4    | CDU Católica del Ecuador     | 13  | 14 | 4 | 5 | 5 | 14 | 18 | -4   |
| 5    | Manta Sport Club             | 13  | 14 | 5 | 3 | 6 | 18 | 30 | -12  |
| 6    | CDT Universitario            | 12  | 14 | 5 | 2 | 7 | 21 | 18 | +3   |
| 7    | Club Deportivo Filanbanco P  | 12  | 14 | 4 | 4 | 6 | 25 | 29 | -4   |

|  | Qualification pour la Liguilla           |
|  | Participation à la poule de relégation   |
|  | T : Tenant du titre P : Promu de Série B |

- À cause de sa dernière place en seconde phase, le Club Deportivo Filanbanco perd le bénéfice de sa qualification en Liguilla (acquise à l'issue de la première phase) et doit disputer la poule de relégation.

### Troisième phase

#### Liguilla
À l'issue de chaque phase, le leader de chaque groupe reçoit un bonus d'un point.
| Rang | Équipe                            | Pts | J  | G | N | P | Bp | Bc | Diff |
| ---- | --------------------------------- | --- | -- | - | - | - | -- | -- | ---- |
| 1    | Club Deportivo El Nacional 'T' +2 | 20  | 14 | 8 | 2 | 4 | 20 | 16 | +4   |
| 2    | Club 9 de Octubre +1              | 18  | 14 | 7 | 3 | 4 | 30 | 28 | +2   |
| 3    | LDU Quito                         | 17  | 14 | 7 | 3 | 4 | 20 | 18 | +2   |
| 4    | CDU Católica del Ecuador          | 15  | 14 | 6 | 3 | 5 | 19 | 15 | +4   |
| 5    | Barcelona Sporting Club +1        | 14  | 14 | 6 | 1 | 7 | 26 | 18 | +8   |
| 6    | CDT Universitario                 | 13  | 14 | 5 | 3 | 6 | 20 | 23 | -3   |
| 7    | Deportivo Quito                   | 11  | 14 | 3 | 5 | 6 | 17 | 22 | -5   |
| 8    | Club Sport Emelec                 | 8   | 14 | 2 | 4 | 8 | 18 | 30 | -12  |

|  | Qualification pour la Copa Libertadores 1985 |
|  | T : Tenant du titre                          |

#### Poule de relégation
À l'issue de chaque phase, le dernier de chaque groupe reçoit un malus d'un point.
| Rang | Équipe                           | Pts | J | G | N | P | Bp | Bc | Diff |  | Résultats (▼ dom., ► ext.)       | Fil | Que | Auc |
| ---- | -------------------------------- | --- | - | - | - | - | -- | -- | ---- |  | -------------------------------- | --- | --- | --- |
| 1    | Club Deportivo Filanbanco 'P' -1 | 7   | 4 | 4 | 0 | 0 | 8  | 1  | +7   |  | Club Deportivo Filanbanco 'P' -1 |     | 1-0 | 3-0 |
| 2    | Deportivo Quevedo -1             | 1   | 4 | 1 | 0 | 3 | 1  | 4  | -3   |  | Deportivo Quevedo -1             | 0-1 |     | 1-0 |
| 3    | Sociedad Deportiva Aucas -2      | 0   | 4 | 1 | 0 | 3 | 3  | 7  | -4   |  | Sociedad Deportiva Aucas -2      | 1-3 | 2-0 |     |

|  | Relégation directe en deuxième division |
|  | P : Promu de Série B                    |

## Bilan de la saison
| Championnat d'Équateur de football 1984 |                                                                      |
| Champion                                | Club Deportivo El Nacional (8e titre)                                |
| Qualifications continentales            |                                                                      |
| Copa Libertadores 1985                  | Club Deportivo El Nacional                                           |
| Copa Libertadores 1985                  | Club 9 de Octubre                                                    |
| Promotions et relégations               |                                                                      |
| Promus en Série A                       | Club Deportivo Esmeraldas Petrolero Audaz Octubrino Deportivo Cuenca |
| Relégués en Série B                     | Sociedad Deportiva Aucas                                             |